# Fyrkanttjärnen
Fyrkanttjärnen är en sjö i Arvidsjaurs kommun i Lappland och ingår i Piteälvens huvudavrinningsområde. Sjön har en area på 0,0315 kvadratkilometer och ligger 308,8 meter över havet.

## Delavrinningsområde
Fyrkanttjärnen ingår i det delavrinningsområde (731510-168230) som SMHI kallar för Ovan Tjartsebäcken. Medelhöjden är 298 meter över havet och ytan är 18,57 kvadratkilometer. Räknas de 12 avrinningsområdena uppströms in blir den ackumulerade arean 128,47 kvadratkilometer. Ljusträskbäcken (Pilträskbäcken) som avvattnar avrinningsområdet har biflödesordning 2, vilket innebär att vattnet flödar genom totalt 2 vattendrag innan det når havet efter 118 kilometer. Avrinningsområdet består mestadels av skog (79 procent) och sankmarker (21 procent). Avrinningsområdet har 0,03 kvadratkilometer vattenytor vilket ger det en sjöprocent på 0,2 procent.